# 弗洛伊德式错误
弗洛伊德式错误（英語：Freudian slip），又称为动作倒错（英語：parapraxis），是精神分析学中的一个概念，由西格蒙德·弗洛伊德最早提出。
弗洛伊德认为，一个人平时不经意间出现的诸如口误、笔误、动机性遗忘、童年回憶遗忘等差错并不是无意义的，而是受到其潜意识的影响。例如，当某人在开幕式上出现口误，把“宣布开会”说成“宣布闭会”时，这代表了他心里事实上不愿意召开会议。粵語有俗語「鬼拍後尾枕」表達這種概念。
弗洛伊德在自己的著作《日常生活之精神病學》中指出，他不能完全肯定所有的差错都是受到其潜意识的影响，因為可能存在其他與潜意识無關的生理因素影響，然而其他的生理因素就不能算是精神分析學領域了。